# Sonic 2 in 1
Sonic 2 in 1 ist eine Videospielsammlung, die von Sega in Europa im Oktober 1995 für den Sega Game Gear veröffentlicht wurde. Sie enthält zwei Spiele aus der Sonic-Spieleserie, die 1992 und 1994 für den Sega Game Gear erschienen sind.

## Inhalt
Sonic 2 in 1 enthält folgende Spiele:
| Name des Spiels              | Release | Genre        | Entwickler                            |
| ---------------------------- | ------- | ------------ | ------------------------------------- |
| Sonic the Hedgehog 2 (8-Bit) | 1992    | Jump ’n’ Run | Aspect Co. Ldt                        |
| Sonic the Hedgehog Spinball  | 1994    | Action       | Sega Interactive Development Division |

Alle Spiele sind identisch mit dem entsprechenden Original. Es gibt kein Menü, um zwischen den Spielen zu wechseln. Startet man den Sega Game Gear mit dem Sonic-2-in-1-Modul, wird abwechselnd eines der beiden Spiele geladen.

## Nachfolger
Das entsprechende Pendant von Sonic 2 in 1 für das Sega Mega Drive war Sonic Compilation (1995). Die Sonic Mega Collection (2002) mit insgesamt 14 Spielen erschien exklusiv für den Nintendo GameCube. Es folgte die Sonic Mega Collection Plus (2004) mit sechs zusätzlichen Sonic-Spielen vom Sega Game Gear zunächst für PlayStation 2 und Xbox sowie 2006 für Windows. Diese Version war dann auch Teil von 2 in 1 Combo Pack: Sonic Mega Collection Plus/Super Monkey Ball Deluxe (2005, Xbox), Sega Fun Pack: Sonic Mega Collection Plus & Shadow the Hedgehog (2009, PlayStation 2) und Sonic PC Collection (2009, PC).
Die Sonic Gems Collection (2005), welche für den GameCube und für die PlayStation 2 erschien, enthielt neun andere Sonic-Spiele, die nicht auf Sonic Mega Collection oder Sonic Mega Collection Plus enthalten waren. Eine weitere, sich ausschließlich auf Sonic-Spiele konzentrierende Spielesammlung war die für den Nintendo DS veröffentlichte Sonic Classic Collection (2010).